# Palazzo Muti
Palazzo Muti (noto anche come Palazzo Muti alla Madonna dell'Archetto, Palazzo Stuart o Palazzo Balestra) è un palazzo romano nel rione Trevi. Non è da confondere con Palazzo Muti Papazzurri, con il quale poi venne unificato grazie agli interventi dell'architetto Mattia De Rossi.
Assieme a Palazzo Muti Papazzurri costituì un complesso di due palazzi unificati di proprietà della medesima casata romana. Nel corso del XVIII secolo, su concessione del papa Clemente IX, il palazzo divenne residenza degli Stuart durante il loro esilio a Roma, dopo averli riconosciuti come legittimi regnanti di Gran Bretagna ed Irlanda.

## Architettura

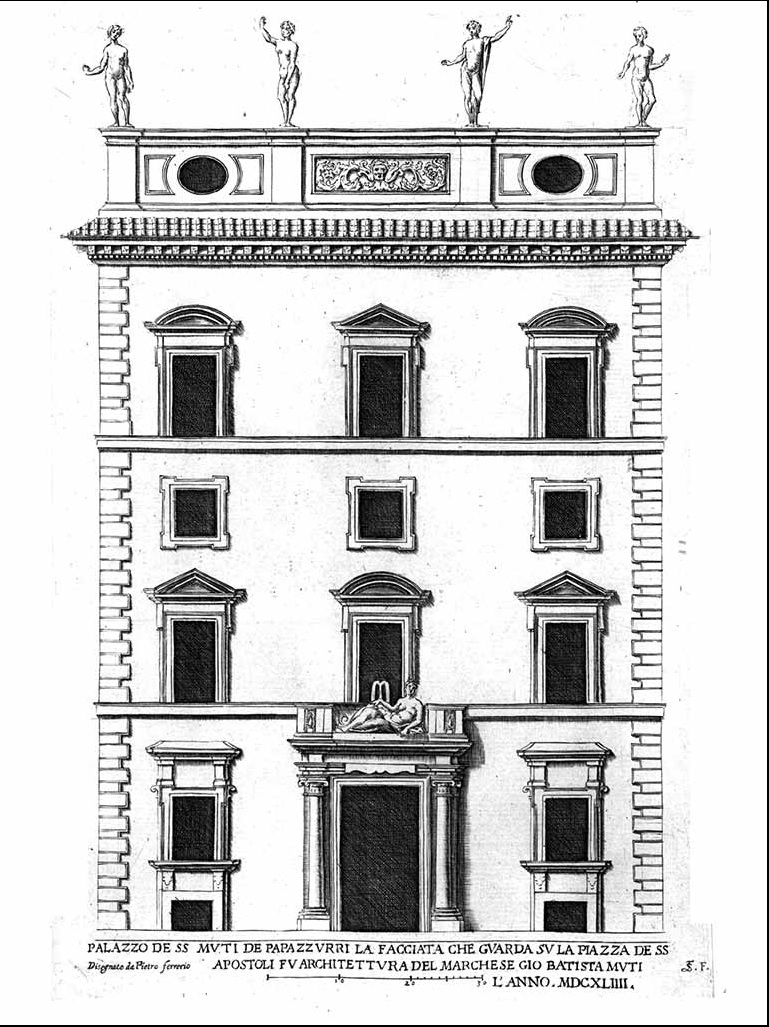
Palazzo Muti in un'incisione del XVIII secolo. Attualmente le statue della terrazza superiore sono state rimosse.

Palazzo Muti è una struttura d'angolo, composta da quattro piani. L'architetto Mattia De Rossi, che era stato incaricato di costruire un nuovo palazzo residenziale per Giovanni Battista Muti Papazzurri, membro di una delle famiglie patrizie di Roma, scelse di partire proprio da quest'antica residenza per sviluppare il nuovo complesso che venne però realizzato in maniera indipendente. I due palazzi vennero collegati tramite un percorso rialzato, pur mantenendo due identità diverse tra loro.

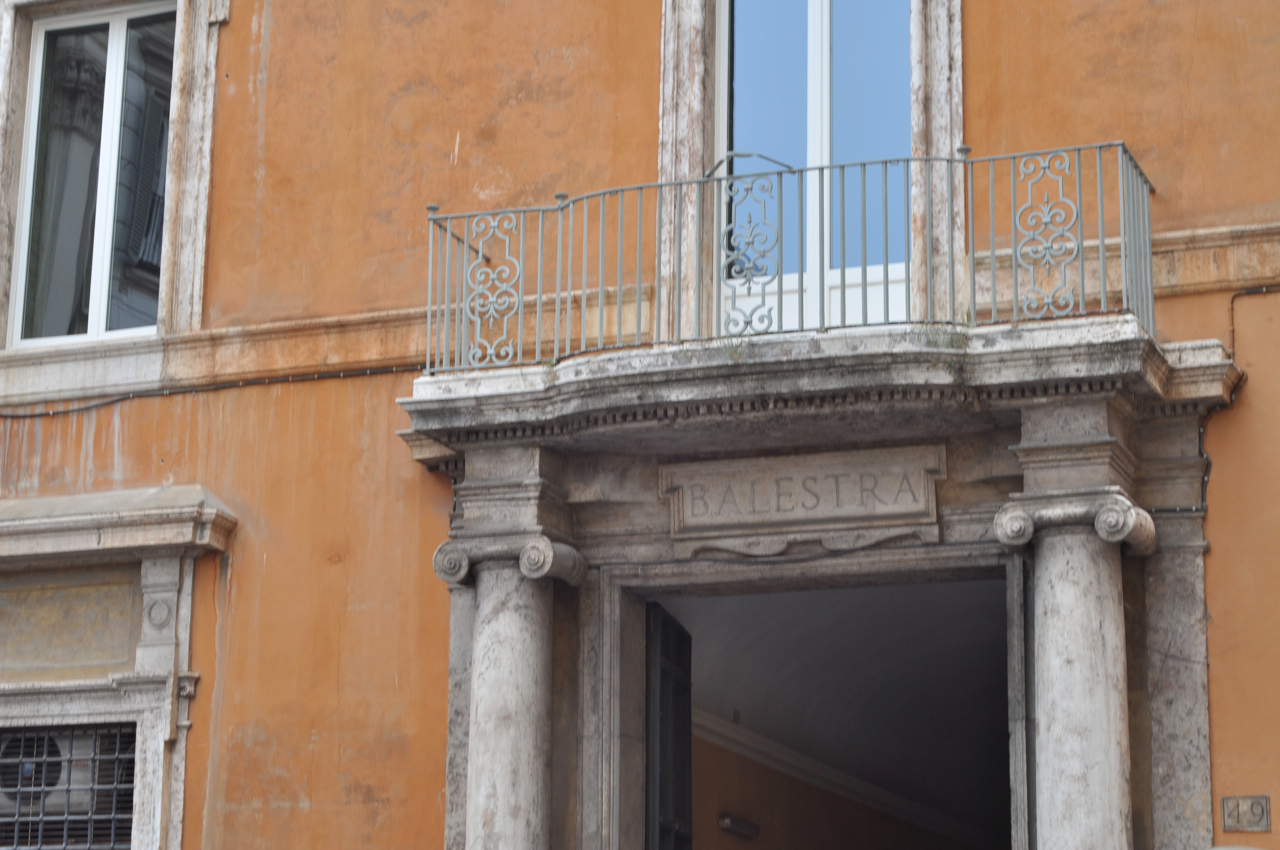
Il nome dei Balestra inciso sotto il balcone principale del palazzo

La facciata principale, attualmente di colore ocra e decorata da cornicioni marcapiano e decorazioni alle finestre, conduce nel cortile interno. La grandezza del cortile, dettata dalle dimensioni rettangolari del palazzo, è piuttosto ridotta. L'entrata è fiancheggiata da colonne ioniche, sormontate da un basamento barocco, rimpiazzato poi da una balconata. L'architrave del portale riporta il nome della famiglia Balestra, un tempo proprietaria del palazzo.
Il piano nobile è delimitato all'esterno dalla presenza di una serie di finestre cieche poste sopra le finestre ordinarie, ad indicare la doppia altezza del piano.
La parte finale della struttura, che nel XVIII secolo era ancora decorata con una balconata con statue, è stata successivamente modificata aggiungendo un ulteriore piano alla struttura e rimuovendo le statue presenti.

## Storia

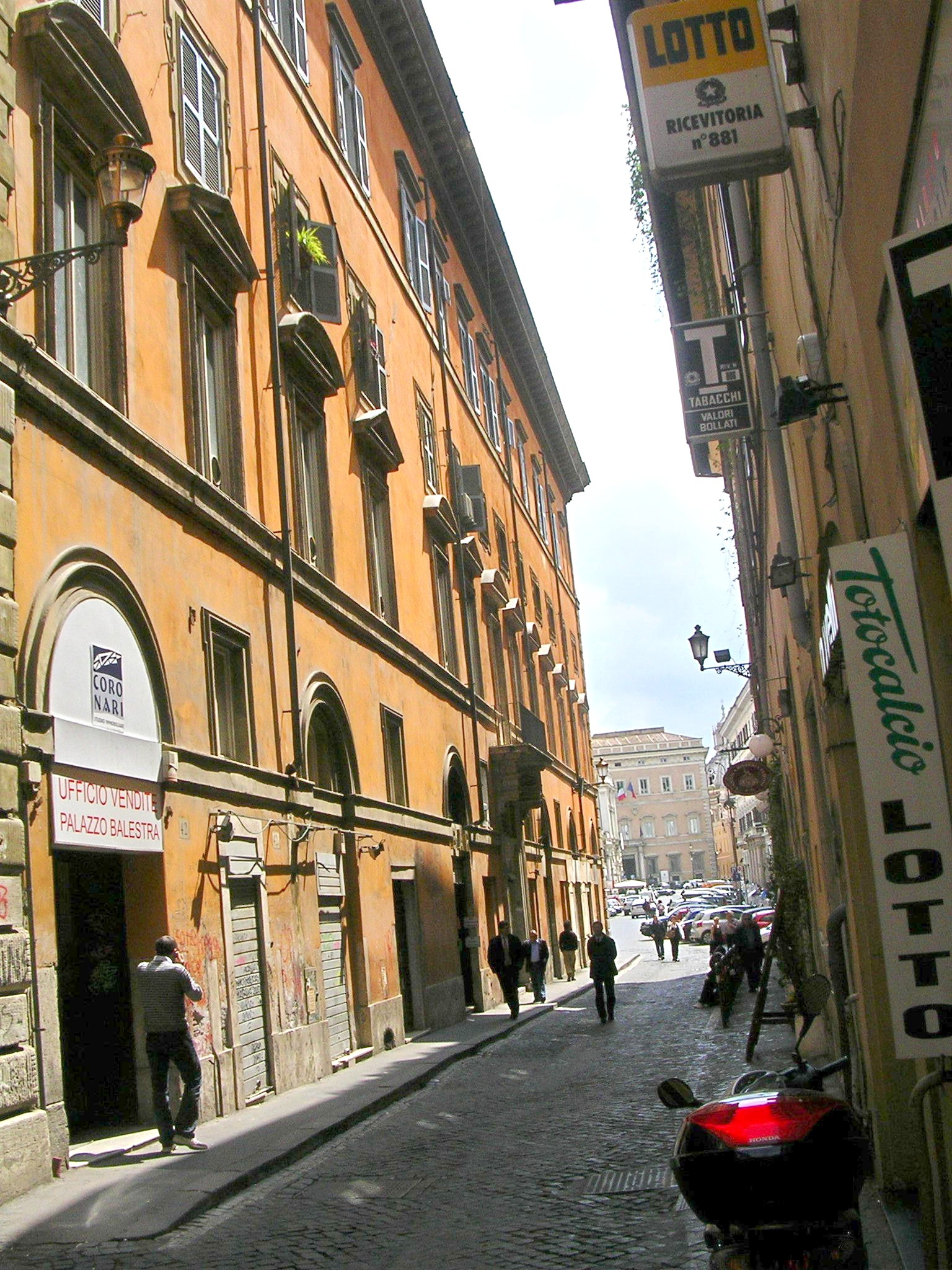
Veduta laterale del palazzo su via san Marcello.

### Famiglia Muti Papazzurri
I Muti Papazzurri sono documentati a Roma dal 1435 quando venne redatto il testamento di Giovanni Paolo Muti Papazzurri il quale menziona la presenza di una torre medievale di proprietà della famiglia in questo stesso sito. Nel XVII secolo la casa presentava ancora un tetto terrazzato ma aveva già assunto la forma di un'abitazione signorile. La famiglia, oltre a dei palazzi urbani, possedeva una villa in provincia di Viterbo. La famiglia si estinse alla morte di Raffaele Muti Papazzurri nel 1816. Il palazzo passò per eredità femminile alla famiglia del marchese Niccolò Savorelli, che assunse anche il cognome di Muti Papazzurri. La famiglia per tutto il XIX fu nota col cognome di "Savorelli Muti Papazzurri", ed era proprietaria della grande Villa Aurelia sul Colle Gianicolo di Roma, utilizzata poi da Garibaldi come sede del suo quartier generale durante la presa di Roma e che ospita oggi l'Accademia Americana di Roma.

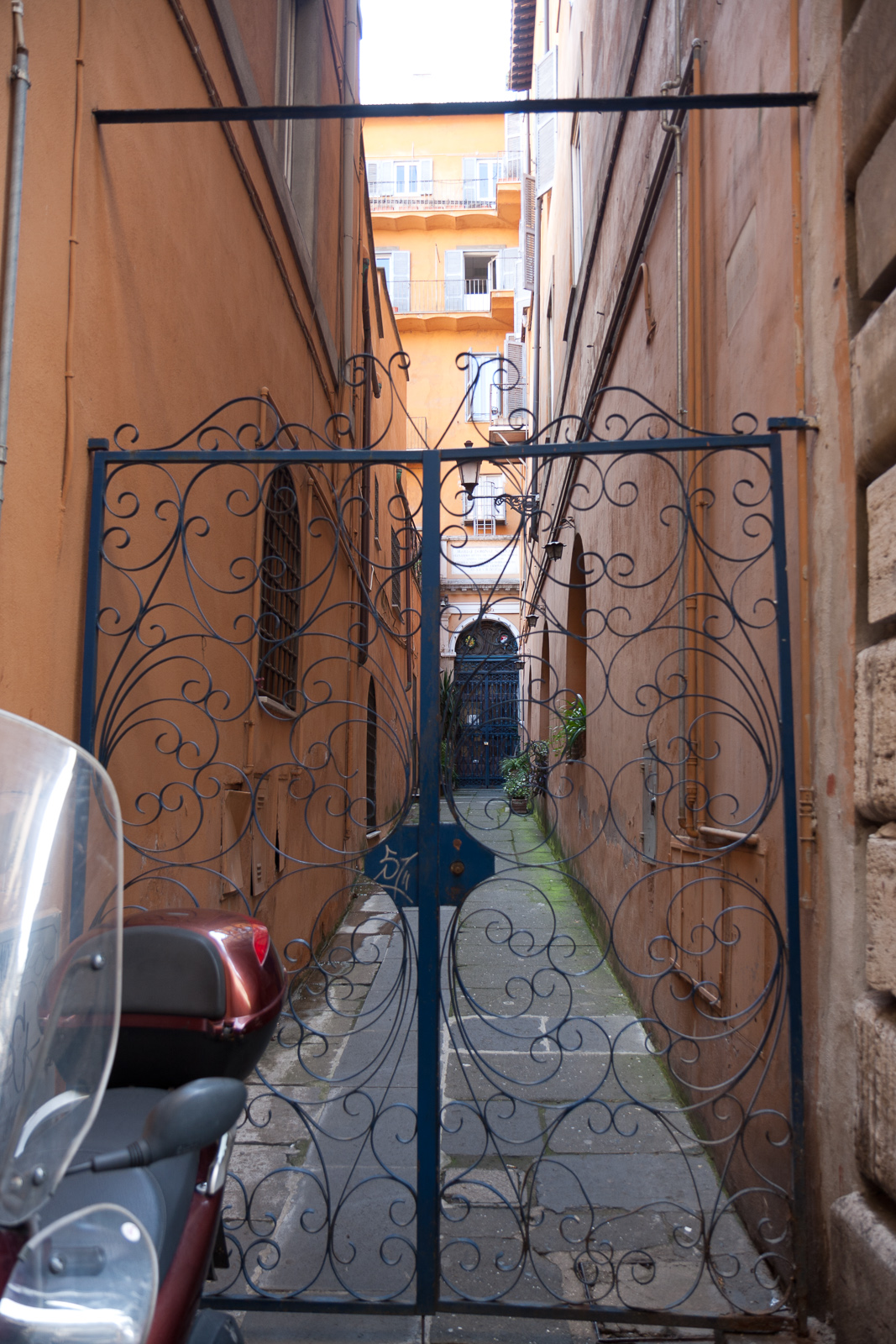
Il vicolo dietro il palazzo che porta alla cappella della Madonna dell'Archetto

Il palazzo assunse la denominazione di "Palazzo Muti alla Madonna dell'Archetto" dopo che nel 1796 l'immagine sacra della Madonna posta in una nicchia presso il vicolo sul retro del palazzo si disse aver compiuto un miracolo, muovendo i propri occhi quasi a presagire l'invasione della Francia a Roma. Il fenomeno straordinario venne riconosciuto con decreto pontificio del 1797. La Madonna, divenuta nota ufficialmente come "Madonna dell'Archetto", era stata dipinta nel 1690 circa da Domenico Muratori per la marchesa Muti Papazzurri che viveva nel palazzo. La Madonna divenne ben presto una delle santelle più visitate di tutta Roma, al punto che nel 1850 il conte Alessandro Savorelli Muti Papazzurri con la moglie Caterina decisero di convocare l'architetto Virginio Vespignani per costruirvi la neoclassica chiesa della Madonna dell'Archetto. Attualmente il santuario è una delle più piccole chiese di Roma.
I membri della famiglia Muti Papazzurri sono sepolti a Roma nella chiesa di San Marcello al Corso.

### Il soggiorno degli Stuart

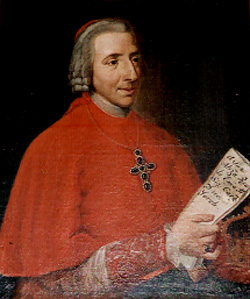
Enrico Benedetto Stuart, uno degli occupanti del palazzo.

Quando i Muti Papazzurri fecero costruire il loro nuovo palazzo, di fatti, abbandonarono l'antica residenza che venne affittata alla Camera Apostolica dal marchese Giovanni Battista Muti Papazzurri e da sua madre vedova, la marchesa Alessandra Millini, dal 1719. Il pontefice aveva infatti dato di recente ordine di trovare una residenza adatta per Giacomo Stuart (il "vecchio pretendente"), e per sua moglie Maria Clementina Sobieska. I papi Clemente XI e Innocenzo XIII consideravano infatti la coppia come i legittimi sovrano d'Inghilterra, Scozia e Irlanda, anche e soprattutto perché essi avevano mantenuto la fede cattolica, motivo per cui in patria erano stati esclusi dal trono a vantaggio dei protestanti Hannover. Il cugino di papa Innocenzo XIII, Francesco Maria Conti, da Siena, venne nominato Gentiluomo di Camera nella piccola corte romana degli Stuart.
Per oltre due generazioni il palazzo rimase la sede della corte degli Stuart in esilio. Questo fu il luogo di nascita dei due figli di Giacomo, Carlo Edoardo Stuart (Bonnie Prince Charlie) nel 1720, ed Enrico Benedetto Stuart (poi cardinale) nel 1725. Giacomo Stuart morì al palazzo nel 1766 e Carlo vi morì nel 1788. Dopo la morte di Carlo, il possedimento passò in uso ad Enrico, l'ultimo dei pretendenti Stuart, che morì però a Frascati nel 1807.